# Гордон Форбс
Гордон Форбс (англ. Gordon Forbes; 21 лютого 1934 — 10 грудня 2020) — колишній південноафриканський тенісист.
Здобув 16 одиночних титулів.
Перемагав на турнірах Великого шолома в змішаному парному розряді.

## Фінали турнірів Великого шолома

### Парний розряд (1 поразка)
| Результат | Рік  | Турнір            | Покриття | Партнер   | Суперники                   | Рахунок       |
| --------- | ---- | ----------------- | -------- | --------- | --------------------------- | ------------- |
| Поразка   | 1963 | Чемпіонат Франції | Ґрунт    | Ейб Сегал | Рой Емерсон Мануель Сантана | 2–6, 4–6, 4–6 |

### Мікст (1 перемога)
| Результат | Рік  | Турнір            | Покриття | Партнер     | Суперники                    | Рахунок       |
| --------- | ---- | ----------------- | -------- | ----------- | ---------------------------- | ------------- |
| Перемога  | 1955 | Чемпіонат Франції | Ґрунт    | Дарлін Гард | Дженні Стейлі Гоуд Луїс Аяла | 5–7, 6–1, 6–2 |